# Ian McKellen
Sir Ian Murray McKellen, CH, OBE, (født 25. maj 1939 i Burnley, Lancashire, England) er en engelsk skuespiller, som er berømt for sine roller som Gandalf i Peter Jacksons filmatisering af J. R. R. Tolkiens trilogi om Ringenes Herre, Magneto i Bryan Singers trilogi om X-Men og sir Leigh Teabing i Ron Howards Da Vinci Mysteriet. Han er også kendt for sine præstationer på teatret, for hvilke han i 1979 blev optaget i Order of the British Empire og i 1991 blev ridder, hvorfor han bærer titlen "sir". I slutningen af 2007 modtog McKellen optagelsen i Order of the Companions of Honour, for sit arbejde som skuespiller og kamp for social lighed. Ian McKellen er homoseksuel og har deltaget i mange aktioner for at bakke op om homoseksuelles rettigheder.

## Filmografi

### Film
| Udgivelsesår | Titel                                         | Rolle                               |
| ------------ | --------------------------------------------- | ----------------------------------- |
| 1969         | The Promise                                   | Leonidik                            |
| 1969         | Alfred the Great                              | Roger                               |
| 1969         | A Touch of Love                               | George Matthews                     |
| 1981         | Priest of Love                                | Lawrence                            |
| 1982         | The Scarlet Pimpernel                         | Chauvelin                           |
| 1983         | The Keep                                      | Dr. Theodore Cuza                   |
| 1985         | Plenty                                        | Sir Andrew Charleson                |
| 1985         | Zina                                          | Kronfeld                            |
| 1989         | Scandal                                       | John Profumo                        |
| 1993         | Six Degrees of Separation                     | Geoffrey Miller                     |
| 1993         | The Ballad of Little Jo                       | Percy Corcoran                      |
| 1993         | Last Action Hero                              | Death                               |
| 1994         | To Die For                                    | Quilt Documentary Narrator (stemme) |
| 1994         | The Shadow                                    | Dr. Reinhardt Lane                  |
| 1994         | I'll Do Anything                              | John Earl McAlpine                  |
| 1995         | Restoration                                   | Will Gates                          |
| 1995         | Richard III                                   | Richard III                         |
| 1995         | Jack and Sarah                                | William                             |
| 1997         | Swept from the Sea                            | Dr. James Kennedy                   |
| 1997         | Bent                                          | Uncle Freddie                       |
| 1998         | Apt Pupil                                     | Kurt Dussander                      |
| 1998         | Gods and Monsters                             | James Whale                         |
| 2000         | X-Men                                         | Eric Lensherr/Magneto               |
| 2000         | Cirque du Soleil: Journey of Man              | Fortæller (stemme)                  |
| 2001         | The Lord of the Rings - Eventyret om Ringen   | Gandalf den Grå                     |
| 2002         | The Lord of the Rings - De To Tårne           | Gandalf den Grå/Gandalf den Hvide   |
| 2003         | The Lord of the Rings - Kongen Vender Tilbage | Gandalf den Hvide                   |
| 2003         | Emile                                         | Emile                               |
| 2003         | X-Men 2                                       | Eric Lensherr/Magneto               |
| 2004         | Eighteen                                      | Jason Anders                        |
| 2005         | Neverwas                                      | Gabriel Finch                       |
| 2005         | Asylum                                        | Dr. Peter Cleave                    |
| 2005         | The Magic Roundabout                          | Zebedee (stemme)                    |
| 2006         | Displaced                                     | stemme                              |
| 2006         | Skyllet væk                                   | Tudsen (stemme)                     |
| 2006         | X-Men: The Last Stand                         | Eric Lensherr/Magneto               |
| 2006         | Da Vinci-mysteriet                            | Sir Leigh Teabing                   |
| 2007         | Stardust                                      | Fortæller (stemme)                  |
| 2007         | Det Gyldne Kompas                             | Iorek Byrnison (stemme)             |
| 2012         | Hobbitten: En uventet rejse                   | Gandalf den Grå                     |
| 2013         | Hobbitten: Dragen Smaugs ødemark              | Gandalf den Grå                     |
| 2014         | X-Men: Days of Future Past                    | Eric Lensherr/Magneto               |
| 2014         | Hobbitten: Femhæreslaget                      | Gandalf den Grå                     |
| 2015         | Mr. Holmes                                    | Sherlock Holmes                     |
| 2017         | Skønheden og udyret                           | Cogsworth                           |

### Tv-serier
| Udgivelsesår | Titel   | Rolle             | Noter     |
| ------------ | ------- | ----------------- | --------- |
| 2013–16      | Vicious | Freddie Thornhill | 14 afsnit |

## Teater
- Edward II (titelrolle) (Edinburgh-festivalen og West End, 1969)
- Amadeus (Salieri) (Broadway, 1980)
- No Man's Land (Spooner) og Mens vi venter på Godot (Estragon) (Broadway, 2013-2014)

 Dette afsnit eller denne liste er kun påbegyndt. Hvis du ved mere om emnet, kan du hjælpe Wikipedia ved at tilføje mere.